# Forceville
Pour les articles homonymes, voir Forceville (homonymie).
Forceville (également nommée localement Forceville-en-Amiénois) est une commune française située dans le département de la Somme en région Hauts-de-France.

## Géographie

### Localisation

#### Communes limitrophes
| Bus-lès-Artois     | Bertrancourt      | Mailly-Maillet |
| Acheux-en-Amiénois | Forceville        | Hédauville     |
| Varennes-en-Croix  | Varennes-en-Croix | Hédauville     |

### Description
En 2019, la localité est desservie par les autocars du réseau interurbain Trans'80 Hauts-de-France.

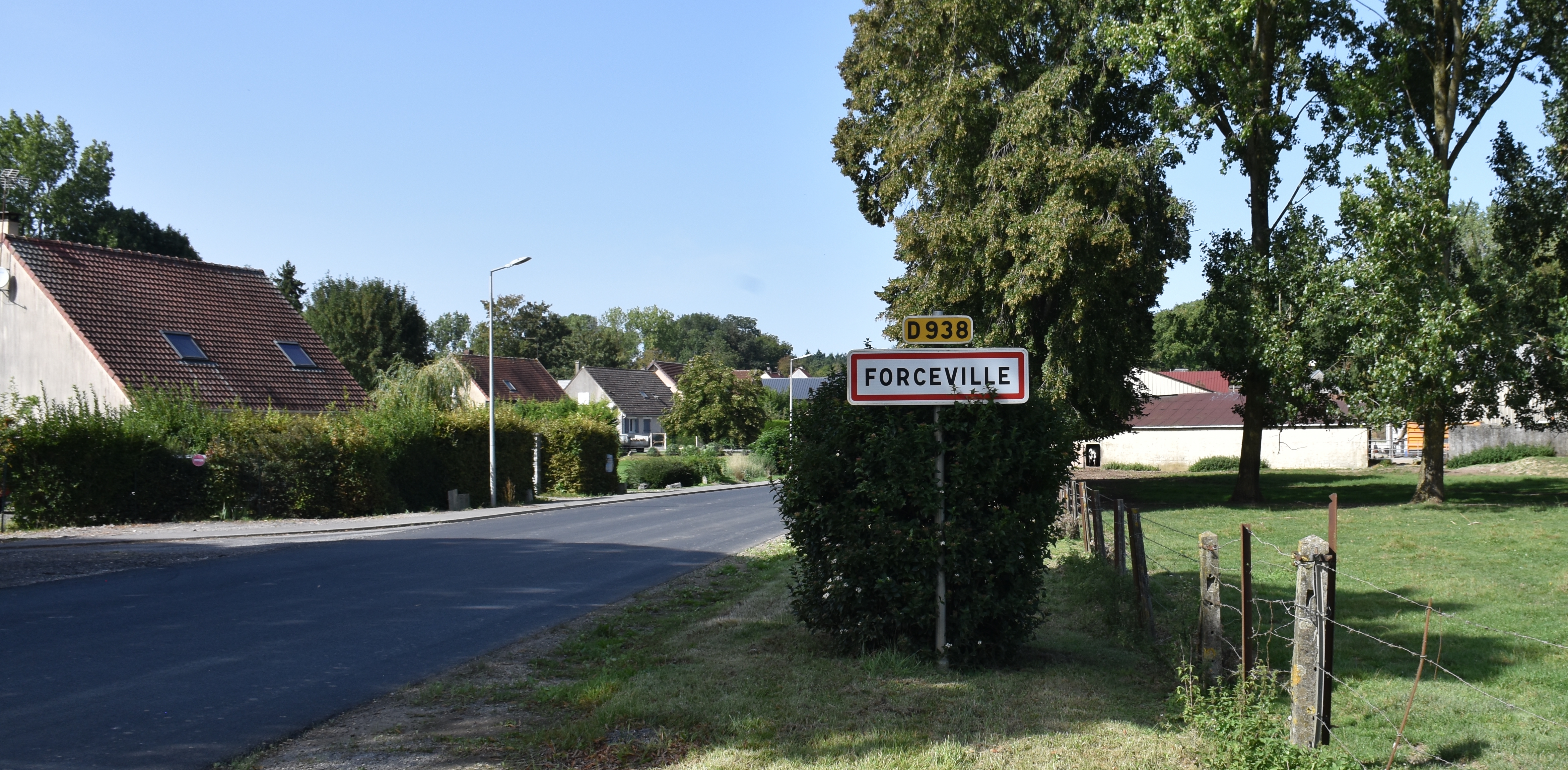
Une entrée de la commune.

### Nature du sol et du sous-sol
Le sol et le sous-sol de la commune sont de nature tertiaire. Au nord et à l'ouest, on trouve le limon des plateaux argilo-siliceux, au sud et à l'est sur les pentes on trouve la craie blanche à silex en calcaire-siliceux. dans les vallons, on trouve des terres argileuses.

### Relief, paysage, végétation
Le relief de la commune est celui d'un plateau parcouru par quelques vallons. Au nord et à l'ouest le plateau s'infléchit en pente douce, au sud et au sud-ouest, la pente est plus forte.
Au sud-est du village, quatre vallons se rejoignent pour n'en former qu'un seul. L'altitude de la commune oscille de 148 à 87 mètres.

### Hydrographie
La commune est située dans le bassin Artois-Picardie. Elle n'est drainée par aucun cours d'eau.

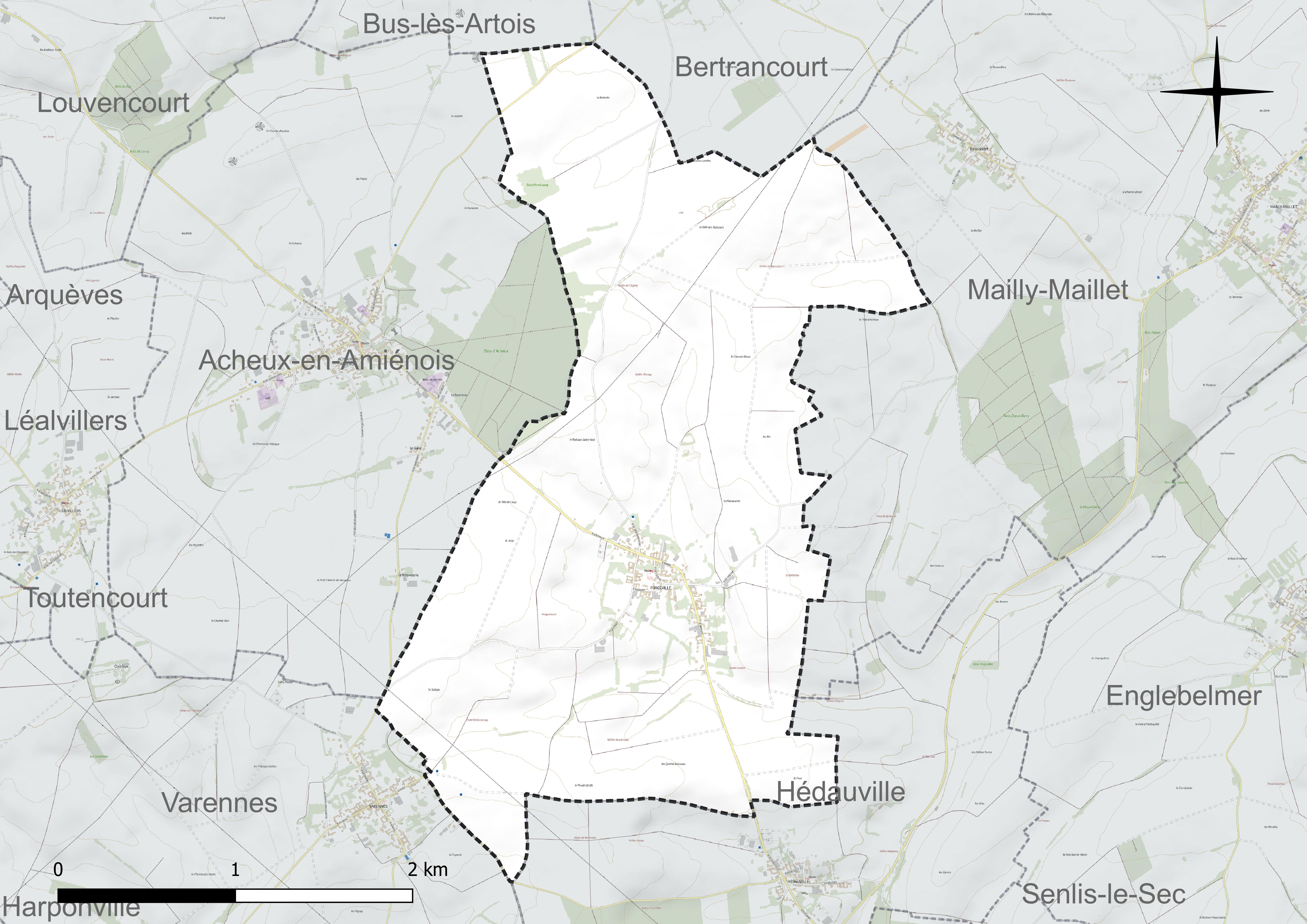
Réseau hydrographique de Forceville.

### Climat
Pour des articles plus généraux, voir Climat des Hauts-de-France et Climat de la Somme.
En 2010, le climat de la commune est de type climat océanique dégradé des plaines du Centre et du Nord, selon une étude du CNRS s'appuyant sur une série de données couvrant la période 1971-2000. En 2020, Météo-France publie une typologie des climats de la France métropolitaine dans laquelle la commune est exposée à un climat océanique et est dans la région climatique Nord-est du bassin Parisien, caractérisée par un ensoleillement médiocre, une pluviométrie moyenne régulièrement répartie au cours de l'année et un hiver froid (3 °C).
Pour la période 1971-2000, la température annuelle moyenne est de 10 °C, avec une amplitude thermique annuelle de 14,4 °C. Le cumul annuel moyen de précipitations est de 800 mm, avec 12,5 jours de précipitations en janvier et 9,1 jours en juillet. Pour la période 1991-2020, la température moyenne annuelle observée sur la station météorologique la plus proche, située sur la commune de Méaulte à 12 km à vol d'oiseau, est de 10,7 °C et le cumul annuel moyen de précipitations est de 730,3 mm,. Pour l'avenir, les paramètres climatiques de la commune estimés pour 2050 selon différents scénarios d'émission de gaz à effet de serre sont consultables sur un site dédié publié par Météo-France en novembre 2022.

## Urbanisme

### Typologie
Au 1er janvier 2024, Forceville est catégorisée commune rurale à habitat dispersé, selon la nouvelle grille communale de densité à sept niveaux définie par l'Insee en 2022.
Elle est située hors unité urbaine. Par ailleurs la commune fait partie de l'aire d'attraction d'Amiens, dont elle est une commune de la couronne,. Cette aire, qui regroupe 369 communes, est catégorisée dans les aires de 200 000 à moins de 700 000 habitants,.

### Occupation des sols
L'occupation des sols de la commune, telle qu'elle ressort de la base de données européenne d'occupation biophysique des sols Corine Land Cover (CLC), est marquée par l'importance des territoires agricoles (95,9 % en 2018), une proportion sensiblement équivalente à celle de 1990 (96 %). La répartition détaillée en 2018 est la suivante : 
terres arables (87,4 %), prairies (8,5 %), zones urbanisées (3,4 %), forêts (0,7 %). L'évolution de l'occupation des sols de la commune et de ses infrastructures peut être observée sur les différentes représentations cartographiques du territoire : la carte de Cassini (XVIIIe siècle), la carte d'état-major (1820-1866) et les cartes ou photos aériennes de l'IGN pour la période actuelle (1950 à aujourd'hui).

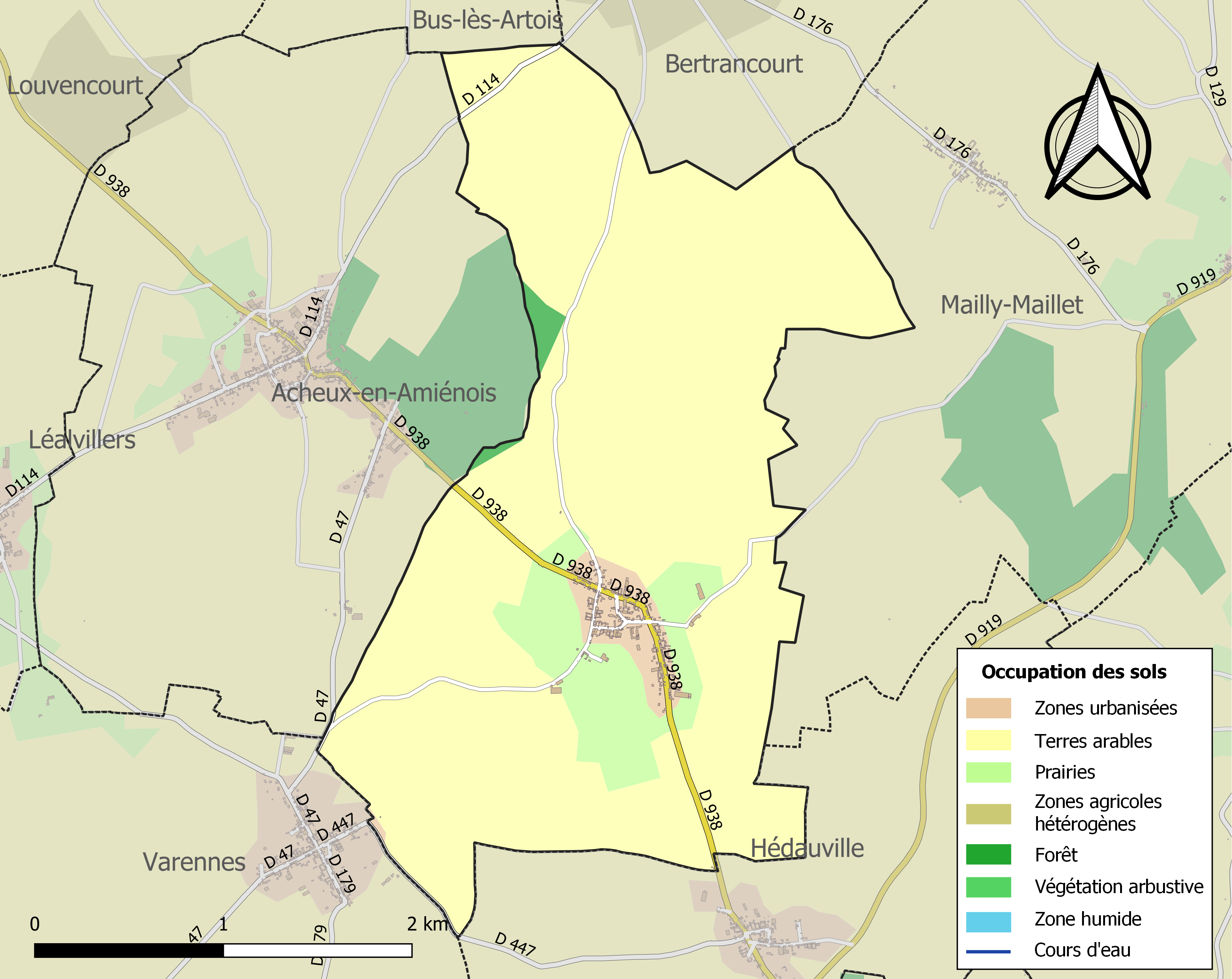
Carte des infrastructures et de l'occupation des sols de la commune en 2018 (CLC).

### Habitat
La commune de Forceville présente un habitat groupé.

### Voies de communication et transports
Le village de Forceville est situé à un carrefour de routes secondaires qui relient Albert à Doullens et Amiens à Arras.

## Toponymie

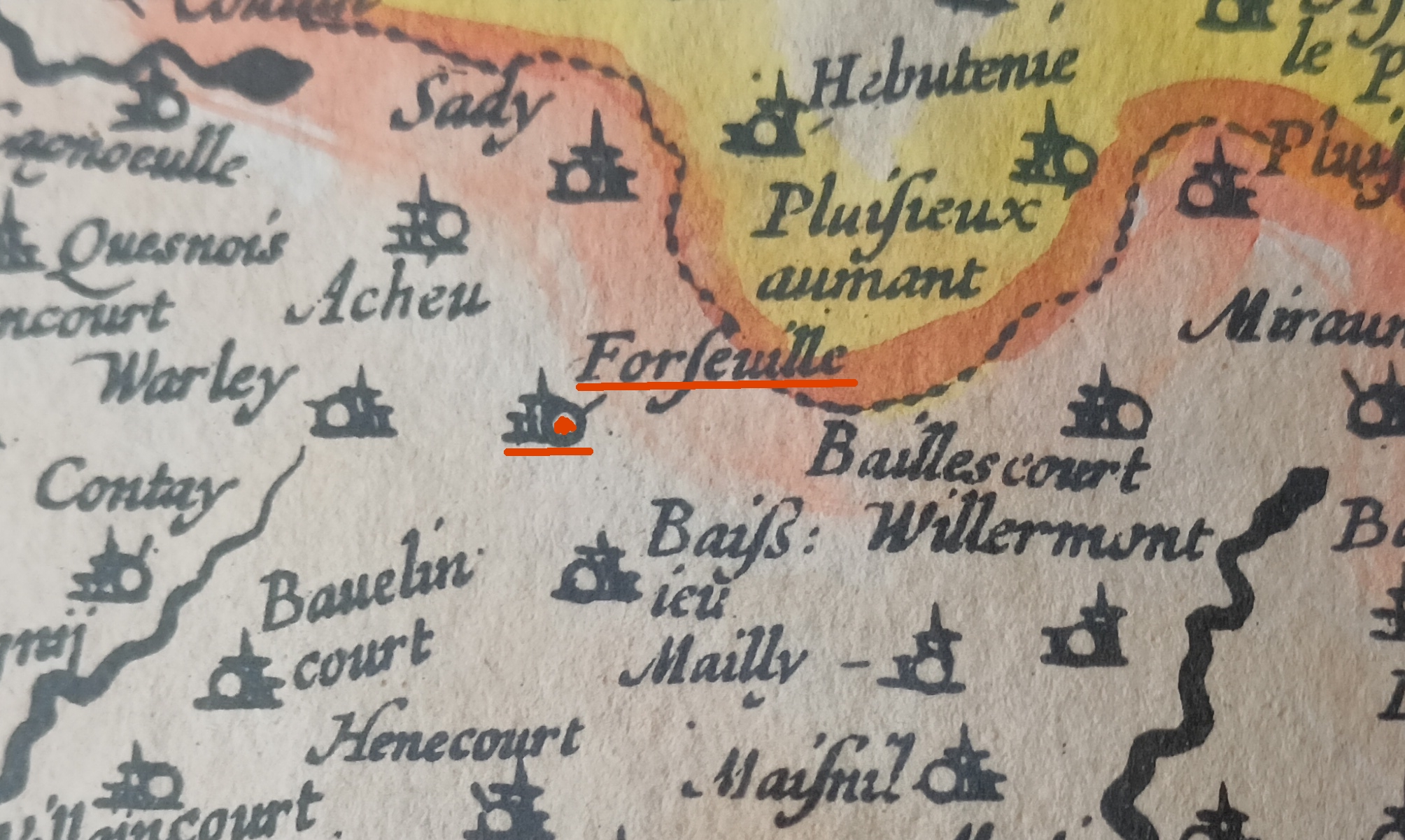
Forceville sur une carte de la Picardie de 1620.

On trouve plusieurs formes pour désigner Forceville dans les textes anciens : Fortiaca Villa en 660, Fortvilla en 1174, Forcheville en 1567, Forseville en 1579, Foncheville en 1648.

## Histoire

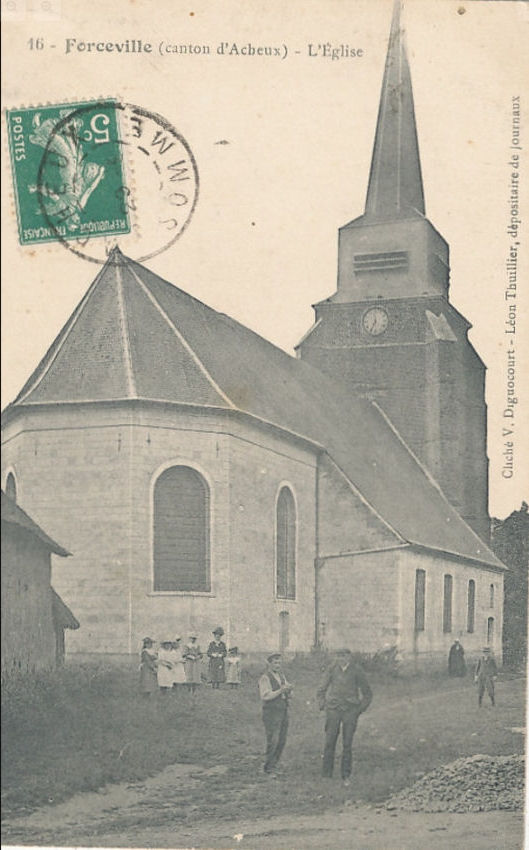
Carte postale de l'église vers 1910.

### Moyen Âge
La terre de Forceville figure dans l'acte de fondation de l'Abbaye Saint-Pierre de Corbie, de 662.
En 1269, Florent Haves, seigneur de Forceville donna cent journaux de terre pour la fondation d'une chapelle aujourd'hui disparue.
Au XIVe siècle, Forceville était un fief dépendant de la seigneurie d'Encre. En 1377, le château du sire de Granlsy est détruit sur ordre du bailli d'Amiens.

### Époque moderne
Aux XVIe et XVIIe siècles, le village subit les invasions espagnoles.
À la fin du XVIIIe siècle, l'église paroissiale est reconstruite et le village possédait alors  une école. Les habitants de Forceville devaient se fournir en sel auprès du grenier à sel d'Albert au prix de 26 sols, 6 deniers la pinte.

### Époque contemporaine
Selon la tradition orale, 40 soldats de la commune seraient morts au cours des guerres de la Révolution et de l'Empire.
En 1833, on construisit une école à Forceville.
Au cours de la guerre de 1870, trois jeunes gens de la commune furent tués.

## Politique et administration
Par arrêté préfectoral du 27 décembre 2016, la commune est détachée le 1er janvier 2017 de l'arrondissement d'Amiens pour intégrer l'arrondissement de Péronne.

### Liste des maires
| Période                                  | Période                      | Identité          | Étiquette | Qualité                        |
| ---------------------------------------- | ---------------------------- | ----------------- | --------- | ------------------------------ |
| Les données manquantes sont à compléter. |                              |                   |           |                                |
| Vers 1945                                |                              | Lenain            |           |                                |
| Les données manquantes sont à compléter. |                              |                   |           |                                |
| mars 2001                                | 2008                         | Laurence Lévêque  |           |                                |
| mars 2008                                | En cours (au 5 juillet 2020) | M. Claude Sauvage |           | Réélu pour le mandat 2020-2026 |

## Démographie

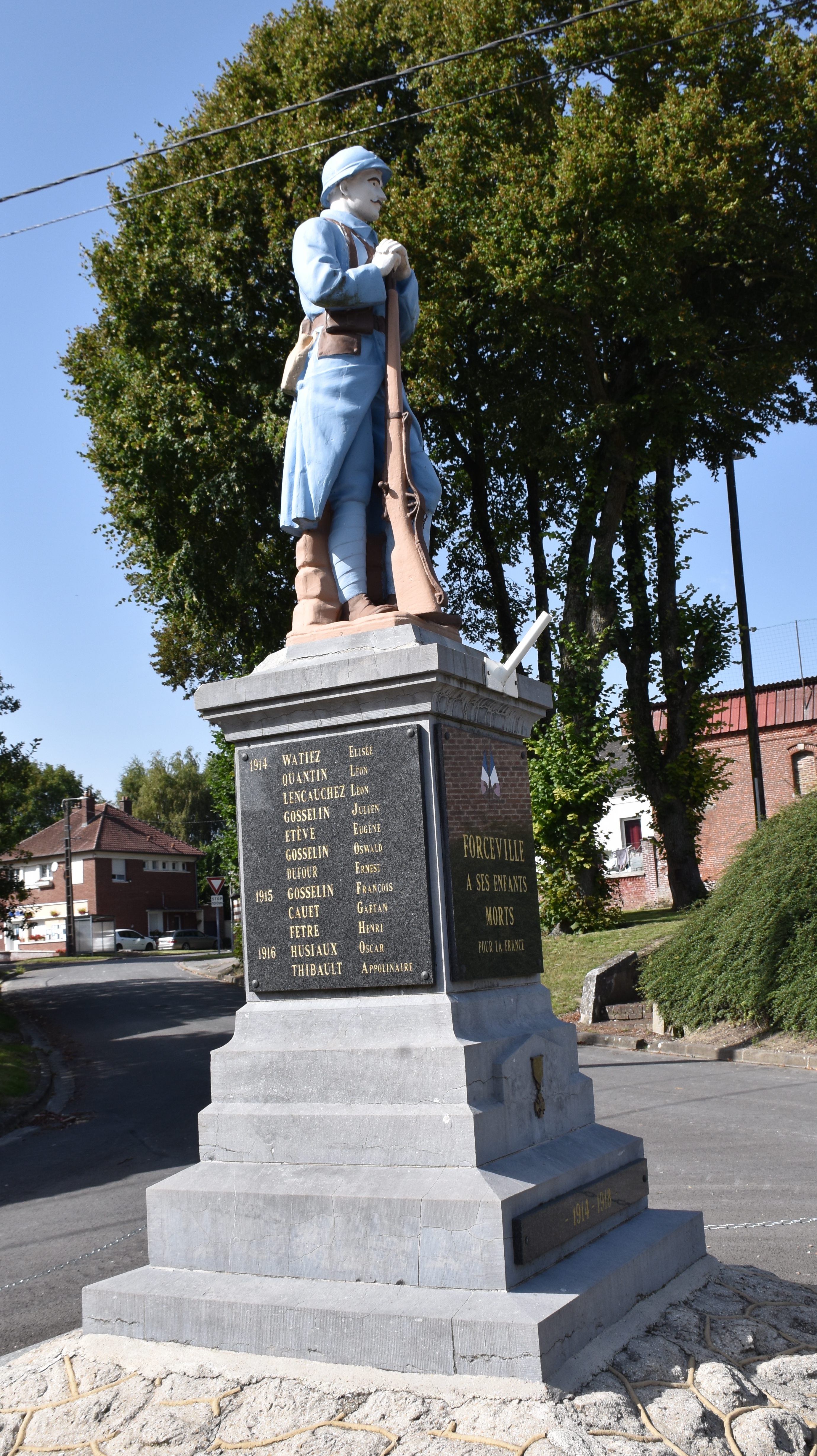
Le monument aux morts.

Les habitants de Forceville-en-Vimeu, la commune homonyme, sont dits des Forcevillois.
L'évolution du nombre d'habitants est connue à travers les recensements de la population effectués dans la commune depuis 1793. Pour les communes de moins de 10 000 habitants, une enquête de recensement portant sur toute la population est réalisée tous les cinq ans, les populations de référence des années intermédiaires étant quant à elles estimées par interpolation ou extrapolation. Pour la commune, le premier recensement exhaustif entrant dans le cadre du nouveau dispositif a été réalisé en 2006.

En 2022, la commune comptait 165 habitants, en évolution de −5,17 % par rapport à 2016 (Somme : −1,26 %, France hors Mayotte : +2,11 %).
| 1793 | 1800 | 1806 | 1821 | 1831 | 1836 | 1841 | 1846 | 1851 |
| ---- | ---- | ---- | ---- | ---- | ---- | ---- | ---- | ---- |
| 547  | 617  | 672  | 654  | 686  | 655  | 641  | 658  | 608  |

| 1856 | 1861 | 1866 | 1872 | 1876 | 1881 | 1886 | 1891 | 1896 |
| ---- | ---- | ---- | ---- | ---- | ---- | ---- | ---- | ---- |
| 559  | 560  | 532  | 495  | 460  | 437  | 422  | 426  | 390  |

| 1901 | 1906 | 1911 | 1921 | 1926 | 1931 | 1936 | 1946 | 1954 |
| ---- | ---- | ---- | ---- | ---- | ---- | ---- | ---- | ---- |
| 388  | 370  | 330  | 267  | 259  | 229  | 236  | 244  | 231  |

| 1962 | 1968 | 1975 | 1982 | 1990 | 1999 | 2006 | 2011 | 2016 |
| ---- | ---- | ---- | ---- | ---- | ---- | ---- | ---- | ---- |
| 204  | 203  | 199  | 181  | 182  | 161  | 166  | 173  | 174  |

| 2021 | 2022 | - | - | - | - | - | - | - |
| ---- | ---- | - | - | - | - | - | - | - |
| 169  | 165  | - | - | - | - | - | - | - |

## Économie
L'activité dominante de la commune reste l'agriculture.

## Culture locale et patrimoine

### Lieux et monuments
- Église Saint-Vaast.

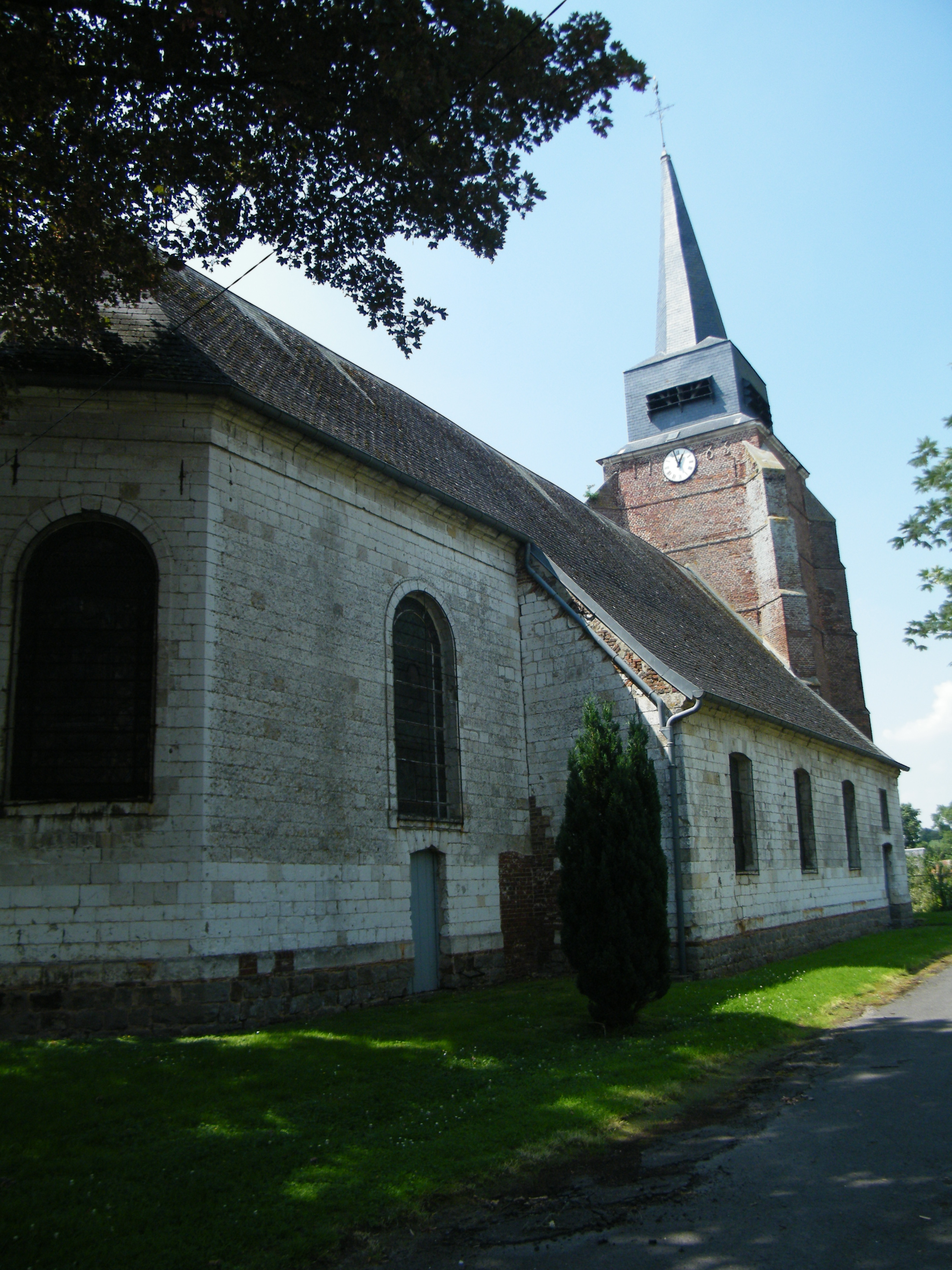
Saint-Vaast.
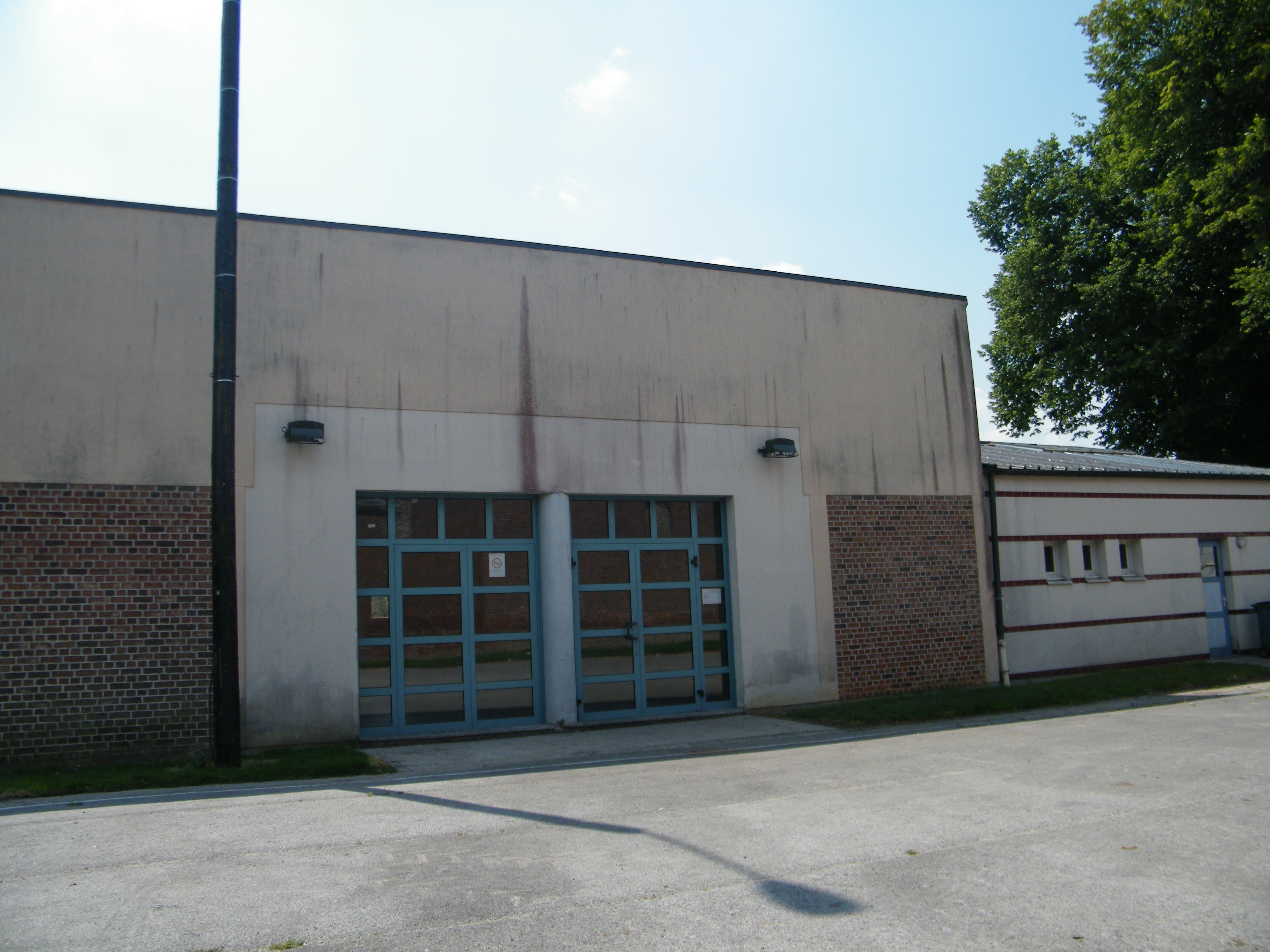
Salle communale.
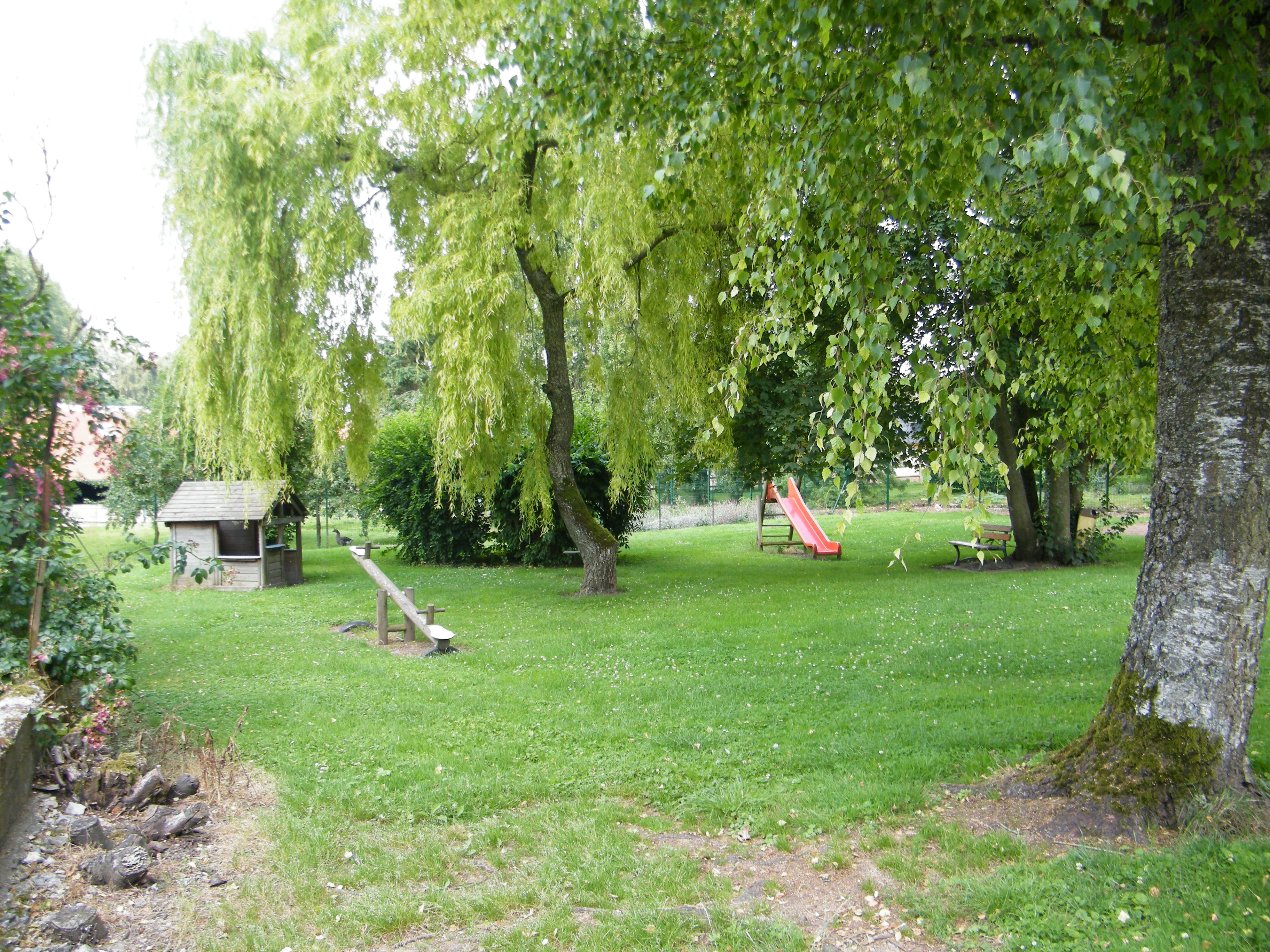
Aire de jeux.

### Personnalités liées à la commune
- Jean-Baptiste Duchaussoy, né le 9 décembre 1780 à Forceville, officier d'infanterie sous Napoléon Ier, chevalier de la Légion d'honneur et chevalier de l'ordre royal de Saint-Louis.

### Héraldique
| Blason de Forceville | Blason  | D'azur à trois tierces d'or ; au chef d'or plain. |
| Blason de Forceville | Détails | Le statut officiel du blason reste à déterminer.  |